# Het Goede Doel
Het Goede Doel was een Nederlandstalige popgroep. De groep was aanvankelijk actief van 1979 tot begin jaren negentig. Enkele hits waren "Vriendschap" en "België". In april 2008 verscheen een nieuw - gratis en legaal - downloadbaar album (Gekkenwerk) en sindsdien treedt Het Goede Doel weer op. De bezetting is buiten de bekende gezichten van Henk Westbroek en Henk Temming totaal vernieuwd, maar vanaf 2015 is de band wederom gestopt.
Alle nummers van Het Goede Doel werden geschreven door Temming en Westbroek, met uitzondering van "The Sonic ranger rides again" (Temming - Van Herk). Alle nummers werden geproduceerd door Temming en Van Herk, met uitzondering van het album "België", dat geproduceerd is door Robin Freeman en het album Tempo Doeloe, dat geproduceerd is door Okkie Huijsdens en Het Goede Doel (Temming en Van Herk).

## Biografie
Het Goede Doel werd in 1979 opgericht door Henk Temming en Sander van Herk. Later dat jaar werd Henk Westbroek er door zijn jeugdvriend Temming als zanger bijgehaald. Na verschillende bandwijzigingen verscheen in 1982 de eerste single "In het leven". Het nummer kwam niet verder dan een tipnotering, maar het gaf de band enige landelijke bekendheid.
In september van dat jaar bereikte de single "Gijzelaar" de hitlijsten, die extra publiciteit kreeg doordat de omroep TROS op de radiozender Hilversum 3 verklaarde dit nummer te boycotten.
Gijzelaar kreeg evenals "In het leven" een plaats op het debuutalbum België. Van dit album kwamen verder de hits "België", "Hou van mij" en "Vriendschap". Het album bereikte de eerste plaats in de album Top 100 en de platina status. Het werd in 1982 het bestverkochte Nederlandse debuutalbum ooit. Ook brachten Temming en Westbroek eind 1982 onder de naam Henk en Henk de single "Sinterklaas, wie kent hem niet" uit.
In 1983 bracht Het Goede Doel het album Tempo Doeloe uit, dat meer beschouwend is en minder goed verkocht dan zijn voorganger, maar wel de gouden status bereikte. "Eenvoud" werd nr. 5 in de Nationale Hitparade en nr. 11 in de Top 40. De band won in ditzelfde jaar (net als Toontje Lager en Cherry) een Zilveren Harp.
Eind december 1984 kwam de Nederlandstalige kersthit, "Eeuwige kerst" uit. Dit nummer werd net als alle andere nummers geschreven door Temming en Westbroek. Het is ingezongen door Anny Schilder (in datzelfde jaar uit BZN getreden) en Kinderen voor Kinderen. Zij werden muzikaal begeleid door Het Goede Doel en het koor De Stem des Volks. Vanaf 1985 ging Het Goede Doel door als trio. Het Goede Doel bestond nog uit Temming, Westbroek en Van Herk. Voor het maken van albums of voor optredens werden vanaf dat moment muzikanten ingehuurd. Er werd zo veel mogelijk gebruikgemaakt van dezelfde muzikanten als voorheen.
Na tweeënhalf jaar stilte rond de groep verscheen in 1986 het album Mooi en onverslijtbaar dat door de pers goed werd ontvangen. Op dit album staan de nummers: "Ik dans dus ik besta", "Zwijgen" en "Alles geprobeerd". Ook "Nooduitgang" staat op dit album (met een gastoptreden van Huub van der Lubbe). In een latere live-uitvoering wordt ook dit nummer een hit.
In 1987 trok de band met een tournee het land door met als resultaat het album Het Goede Doel Live, met hierop het genoemde "Nooduitgang (live)".
Voor Stichting Colombine, opgericht door Herman van Veen, maakte Het Goede Doel in 1988 het album Iedereen is anders. De twee Henken schreven de elf liedjes en Temming en Van Herk produceerden dit album. Op dit Goede Doel-album worden de vocals verzorgd door tien Nederlandse gastvocalisten (onder wie Marco Bakker, Rob de Nijs, Ramses Shaffy, Peter te Bos, Herman van Veen en René Froger) en de Belgische zanger Johan Verminnen. Op verzoek van dj Erik de Zwart werd "Alles kan een mens gelukkig maken" met René Froger op single uitgebracht. Dit nummer werd nummer één in alle lijsten. Met dit nummer brak Froger definitief door als zanger. Het misverstand bestaat dat dit een single is van Froger, begeleid door Het Goede Doel. Het is echter een single van Het Goede Doel met René Froger als gastzanger.
In het najaar van 1989 begon Het Goede Doel aan een theatertournee langs alle grote theaters in Nederland onder de titel 'Het Goede Doel - Theatertourisme', waarbij hun muziek gecombineerd werd met theatrale elementen. Er was sprake van een verhaallijn. Er werd door de beide Henken gedanst, gejongleerd, gegoocheld en geacteerd. Het Goede Doel werd dat jaar beloond met de Gouden Notekraker van de Nederlandse Toonkunstenaarsbond.
Tegelijk met deze theatertournee kwam het album Souvenir uit. "Uit vrije wil", "Vandaag" en "Met open ogen" haalden net de hoogste 50 van de Nationale Hitparade eind jaren 80. Voor de rest is Souvenir een minder commerciële plaat en, volgens de pers, een 'pretentieus' album. In juni van 1991 bereikte de single "Als ik de bouw van Arnold Schwarzenegger had" de 41e plaats. Het bleek de zwanenzang van Het Goede Doel. Ernstige meningsverschillen maakten een einde aan een van Nederlands meest succesvolle componistenduo's. Tijdens een concert op Curaçao in 2010 vertelde Westbroek dat het conflict onder meer ging over de vraag wie de leadzang zou doen op "Geboren voor het geluk", een van zijn favoriete nummers.

## Na Het Goede Doel
Toen Het Goede Doel ophield te bestaan, ging Westbroek verder als solo-muzikant, radio-dj voor de VARA met Denk aan Henk (elke werkdag vanaf 15 januari 1991 t/m 27 augustus 2003) op 3FM, politicus voor Leefbaar Utrecht en projectleider voor Kinderen voor Kinderen. Solohits zijn: "Waar ze loopt te wandelen", "Loods mij door de storm", "Zelfs je naam is mooi", "De hemel" en "Evenbeeld". Westbroek bracht vijf albums uit.
Temming startte samen met Van Herk in 1987 de Stu-stu-Studio (De albums Iedereen is anders en Souvenir werden hier opgenomen), eerst in Utrecht en vanaf 1992 in Loenen aan de Vecht. Hij produceerde (en schreef voor) onder anderen Herman van Veen, City to City, Richenel, Linda de Mol, Paul de Leeuw, Tony Neef, Katja Schuurman, De Kast, Kinderen voor Kinderen, Alderliefste en Frank Boeijen. Solo bracht Temming drie albums uit.

## Temming en Westbroek weer samen
Eind 2001 gaf Het Goede Doel twee reünieconcerten in de HMH in Amsterdam (motto: "10 jaar gelukkig uit elkaar") en kwam aansluitend een verzamelbox met vier cd's uit genaamd Geef de mensen wat ze willen. Ook verscheen er een dvd genaamd Alsof Er Niets Gebeurd Is, waarop de registratie van het reünieconcert te zien is, inclusief extra's, zoals interviews met de bandleden.
Eind 2007 ging Westbroek een album opnemen in de studio van Temming. Het album zou oorspronkelijk onder Henk Westbroeks naam uitgebracht worden. Tijdens de opnamesessies echter bleek de samenwerking zo goed, dat besloten werd het album uit te brengen onder de noemer 'Het Goede Doel' met als albumtitel Gekkenwerk. Het album, aanvankelijk alleen te verkrijgen via een legale, gratis download via de site van een detacheringsbedrijf voor ICT'ers (IT-staffing) werd succesvol: meer dan één miljoen legale downloads. Toch stond er geen enkele opname in de hitparade, omdat gratis downloads niet worden meegeteld. De single "Naast jou" is ruim 35.000 keer legaal gedownload. Dit resulteerde in een nieuwe reünie en tournee met als afsluiter een benefietconcert met medemuzikanten in de Ahoy ten bate van stichting Viafrica. In 2009 schreven ze het Radio Tour de Francelied "Erop en Erover".
Het tweede reüniealbum, getiteld Liefdewerk, is verschenen op 14 februari 2011 (Valentijnsdag).
In 2012 namen Westbroek en Temming deel aan het televisieprogramma Ali B op volle toeren, waarin zij een eigen versie van het nummer "Berghuis" van Mr. Polska maakten. Mr. Polska en Ali B maakten op hun beurt een nieuwe versie van het Goede Doel nummer "België". De aflevering werd 16 januari 2013 uitgezonden.
Op 24 mei 2013 werd de dubbel-cd Was alles maar precies zoals het was in café Stairway To Heaven gepresenteerd. Het album bevat persoonlijke favorieten uit het eigen oeuvre van Temming en Westbroek uit de hoogtijdagen van Het Goede Doel en nummers van de laatste twee albums, aangevuld met het nummer "Alle moeders heten mamma", geschreven in het programma Ali B op volle toeren. Het nummer werd op 6 mei 2013 als single uitgebracht.
De auteursrechten en ook de auteursrechtelijke persoonlijkheidsrechten op de teksten van de liedjes van het Goede Doel berusten bij Henk Temming en Henk Westbroek: in november 2015 sommeerden de beide liedjesschrijvers de Nederlandse politicus Geert Wilders en zijn partij de PVV het (politiek) gebruik te staken dat zij maakten van de hit "België" uit 1983.
Op 16 maart 2023 gaf Henk Westbroek bij de middagshow op 3FM aan dat Het Goede Doel al ruim 8 jaar eerder wederom gestopt is omdat het weinig meer inhield.

## Revival Band

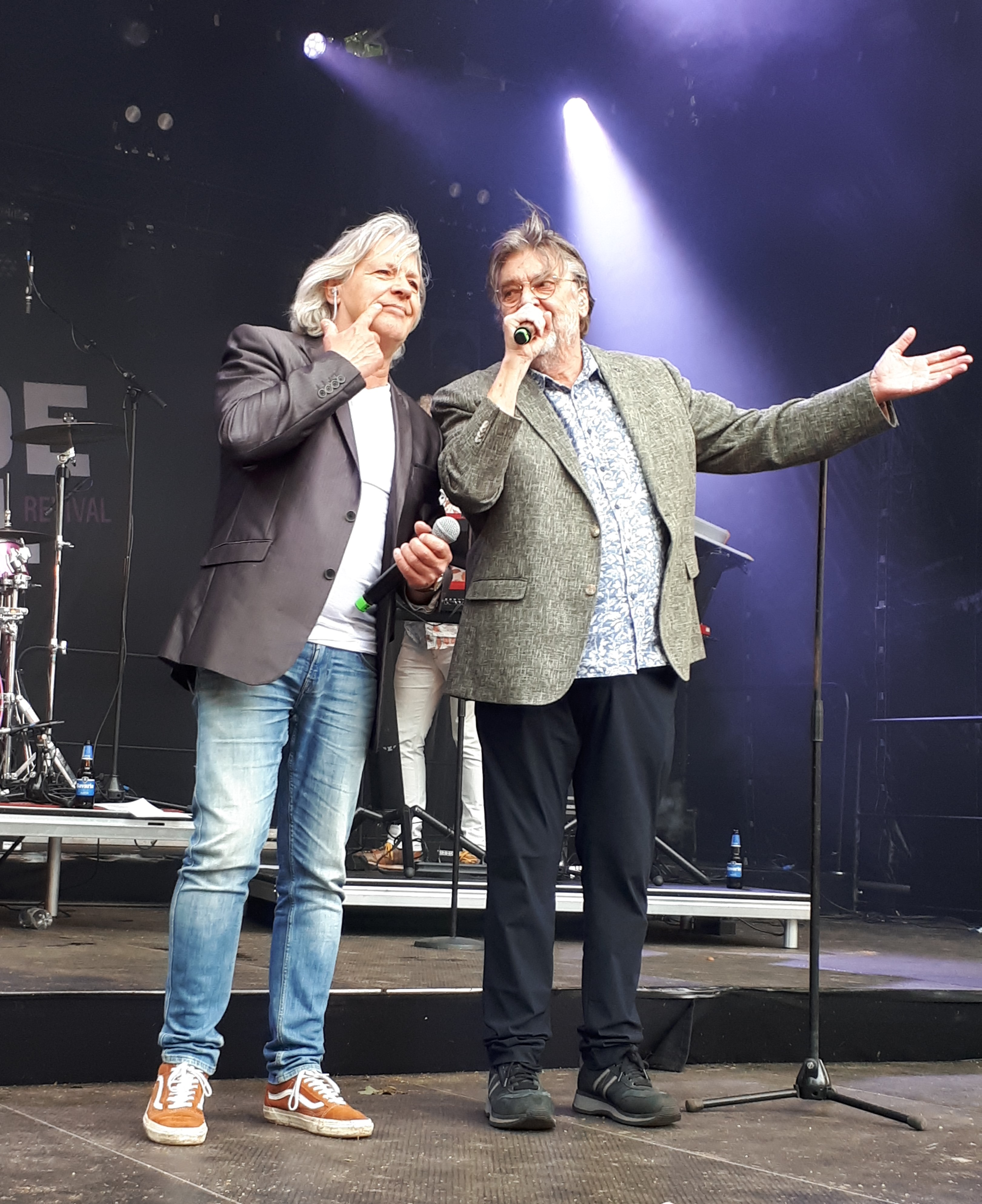
Henk Westbroek en Marcel van den Berg op Zomergeblaos 2025 in Hilvarenbeek

In mei 2025 schrijft Westbroek op zijn Facebookpagina dat hij gaat optreden met de Goede Doel Revival Band. "Niet met Henk Temming, die heeft andere hobby's. Wel met mezelf en oude Goede Doelers René Meister en Toni Peroni," schrijft hij. In plaats van Henk Temming is Marcel van den Berg de extra zanger. 
Op 26 mei 2025 gaf Het Goede Doel Revival een interview en een live-optreden in het radio-programma Aan Tafel op Radio M Utrecht. Op 8 juni 2025 stond de band onder dezelfde naam op Zomergeblaos 2025 in Hilvarenbeek.

## Discografie

### Albums
| Album met eventuele hitnotering(en) in de Nederlandse Album Top 100 | Datum van verschijnen | Datum van binnenkomst | Hoogste positie | Aantal weken | Opmerkingen                                                             |
| ------------------------------------------------------------------- | --------------------- | --------------------- | --------------- | ------------ | ----------------------------------------------------------------------- |
| België                                                              | 1982                  | 04-12-1982            | 1(1wk)          | 31           | Platina                                                                 |
| Tempo doeloe                                                        | 1983                  | 24-12-1983            | 6               | 11           | Goud                                                                    |
| Mooi en onverslijtbaar                                              | mei 1986              | 07-06-1986            | 16              | 23           |                                                                         |
| Live!!!                                                             | 1987                  | 26-09-1987            | 14              | 11           | Livealbum                                                               |
| Iedereen is anders volgens het Goede Doel                           | 1988                  | 03-12-1988            | 31              | 17           |                                                                         |
| Souvenir                                                            | 1989                  | 04-11-1989            | 41              | 7            |                                                                         |
| Het allerbeste van Het Goede Doel                                   | 1991                  | 11-05-1991            | 7               | 22           | Verzamelalbum                                                           |
| Geef de mensen wat ze willen                                        | november 2001         | 15-12-2001            | 38              | 11           | Verzamelalbum                                                           |
| Gekkenwerk                                                          | 15-09-2008            | -                     |                 |              | Eerste Album van "De Werken" Aanvankelijk uitsluitend als Downloadalbum |
| Liefdewerk                                                          | 14-02-2011            | 19-02-2011            | 24              | 6            | Tweede Album van "De Werken"                                            |
| ...Was alles maar precies zoals het was...                          | 2013                  | 01-06-2013            | 64              | 1*           | Verzamelalbum                                                           |
| Overwerk                                                            | 24-12-2015            |                       |                 |              | Derde Album van "De Werken"                                             |

### Singles
| Single met eventuele hitnotering(en) in de Nederlandse Top 40   | Datum van verschijnen | Datum van binnenkomst | Hoogste positie | Aantal weken | Opmerkingen |
| --------------------------------------------------------------- | --------------------- | --------------------- | --------------- | ------------ | --- |
| In 't leven                                                     | 1982                  | 13-03-1982            | tip16           | -            | |
| Gijzelaar                                                       | 1982                  | 18-09-1982            | 28              | 4            | #22 in de Nationale Hitparade /#25 in de TROS Top 50 / NOS Steunplaat Hilversum 3                                    |
| België (Is Er Leven Op Pluto... ?)                              | 1982                  | 11-12-1982            | 4               | 8            | #4 in de Nationale Hitparade / #2 in de TROS Top 50 / NOS Steunplaat Hilversum 3                                     |
| Vriendschap                                                     | 1983                  | 05-02-1983            | 4               | 8            | #3 in de Nationale Hitparade /#4 in de TROS Top 50 / AVRO's Radio en TV-Tip Hilversum 3                              |
| Hou van mij                                                     | 1983                  | 16-04-1983            | 29              | 4            | #20 in de Nationale Hitparade / #31 in de TROS Top 50                                                                |
| Eenvoud                                                         | 1983                  | 24-12-1983            | 11              | 6            | #5 in de Nationale Hitparade / #12 in de TROS Top 50                                                                 |
| Geboren voor het geluk                                          | 1984                  | 25-02-1984            | tip14           | -            | |
| Net zo lief gefortuneerd                                        | 1984                  | 03-11-1984            | tip10           | -            | |
| Eeuwige kerst                                                   | 1984                  | 15-12-1984            | 12              | 5            | met Anny Schilder, Kinderen voor Kinderen & De Stem des Volks / #5 in de Nationale Hitparade / #13 in de TROS Top 50 |
| Ik dans, dus ik besta                                           | 1986                  | 12-04-1986            | 29              | 3            | #26 in de Nationale Hitparade                                                                                        |
| Alles geprobeerd                                                | 1986                  | 05-07-1986            | 25              | 6            | #26 in de Nationale Hitparade                                                                                        |
| Zwijgen                                                         | 1986                  | 13-09-1986            | 17              | 6            | #16 in de Nationale Hitparade                                                                                        |
| Nooduitgang (Live)                                              | 1987                  | 06-06-1987            | 25              | 4            | #33 in de Nationale Hitparade Top 100                                                                                |
| 4 Films (Een filmster blijft voor eeuwig leven)                 | 1987                  | 03-10-1987            | tip9            | -            | #38 in de Nationale Hitparade Top 100                                                                                |
| Uit vrije wil                                                   | 1988                  | 25-06-1988            | tip15           | -            | #48 in de Nationale Hitparade Top 100                                                                                |
| Alles kan een mens gelukkig maken                               | 1989                  | 11-03-1989            | 1(3wk)          | 12           | met René Froger / #1 in de Nationale Hitparade Top 100 / Veronica Alarmschijf Radio 3                                |
| Speciale aanbieding                                             | 1989                  | 15-04-1989            | tip8            | -            | met VOF de Kunst / #40 in de Nationale Hitparade Top 100                                                             |
| Met open ogen                                                   | 1989                  | 28-10-1989            | 27              | 4            | #27 in de Nationale Hitparade Top 100                                                                                |
| Vandaag                                                         | 1989                  | 16-12-1989            | tip11           | -            | #57 in de Nationale Top 100                                                                                          |
| Als ik de bouw van Arnold Schwarzenegger had                    | 1991                  | 08-06-1991            | tip16           | -            | #41 in de Nationale Top 100                                                                                          |
| België '91 / Een eigen huis (Alles kan een mens gelukkig maken) | 1991                  | -                     |                 |              | #78 in de Nationale Top 100                                                                                          |
| Alle mensen wonen op de aarde                                   | 2001                  | -                     |                 |              | #84 in de Mega Top 100                                                                                               |
| Alle moeders heten mama                                         | 2013                  | -                     |                 |              | #8 in de Mega Top 50                                                                                                 |
| Eenzaamheid                                                     | 2016                  | -                     |                 |              | |

| Single met hitnotering(en) in de Vlaamse Ultratop 50 | Datum van verschijnen | Datum van binnenkomst | Hoogste positie | Aantal weken | Opmerkingen                                  |
| ---------------------------------------------------- | --------------------- | --------------------- | --------------- | ------------ | -------------------------------------------- |
| België (Is Er Leven Op Pluto... ?)                   | 1982                  | -                     |                 |              | Nr. 11 in de Radio 2 Top 30                  |
| Vriendschap                                          | 1983                  | -                     |                 |              | Nr. 13 in de Radio 2 Top 30                  |
| Alles kan een mens gelukkig maken                    | 1989                  | -                     |                 |              | met René Froger / Nr. 4 in de Radio 2 Top 30 |

### NPO Radio 2 Top 2000
| Nummers met noteringen in de NPO Radio 2 Top 2000 | '99 | '00 | '01  | '02  | '03  | '04  | '05  | '06  | '07  | '08  | '09  | '10  | '11  | '12  | '13  | '14  | '15  | '16  | '17  | '18  | '19  | '20  | '21  | '22  | '23  | '24  |
| ------------------------------------------------- | --- | --- | ---- | ---- | ---- | ---- | ---- | ---- | ---- | ---- | ---- | ---- | ---- | ---- | ---- | ---- | ---- | ---- | ---- | ---- | ---- | ---- | ---- | ---- | ---- | ---- |
| Alles geprobeerd                                  | 326 | 317 | 306  | 427  | 431  | 517  | 472  | 542  | 653  | 518  | 594  | 671  | 586  | 433  | 444  | 495  | 587  | 587  | 568  | 704  | 537  | 621  | 545  | 493  | 491  | 460  |
| België (Is er leven op Pluto...?)                 | 286 | 345 | 457  | 467  | 618  | 597  | 608  | 734  | 968  | 670  | 817  | 790  | 853  | 736  | 728  | 897  | 808  | 658  | 908  | 696  | 662  | 773  | 633  | 634  | 561  | 534  |
| Hou van mij                                       | -   | 629 | 1034 | 1030 | 1291 | 1253 | 1270 | 1395 | 1805 | 1384 | 1553 | 1403 | 1491 | 1528 | 1649 | 1779 | -    | 1753 | 1991 | -    | -    | -    | -    | -    | -    | -    |
| Vriendschap                                       | 232 | 292 | 481  | 540  | 693  | 619  | 680  | 732  | 880  | 681  | 984  | 1080 | 1117 | 1104 | 1144 | 1259 | 1323 | 972  | 1294 | 1448 | 1265 | 1386 | 1278 | 1335 | 1412 | 1345 |

1. ↑  Een '-' betekent dat het nummer niet was genoteerd en een vetgedrukt getal geeft de hoogste notering van een nummer aan.

### Dvd's
| Dvd's met hitnoteringen in de Nederlandse Music Top 30 | Datum van verschijnen | Datum van binnenkomst | Hoogste positie | Aantal weken | Opmerkingen |
| ------------------------------------------------------ | --------------------- | --------------------- | --------------- | ------------ | ----------- |
| Alsof er niets gebeurd is... het ultieme concert       | 2006                  | 11-03-2006            | 7               | 13           |             |